# Tim Graham
Tim Graham, właśc. Timothy Joseph Michael Graham (ur. 31 maja 1939 w Madrasie w Indiach Brytyjskich) – brytyjski lekkoatleta (sprinter), wicemistrz olimpijski z 1964.
Specjalizował się w biegu na 400 metrów. Zdobył srebrny medal w sztafecie 4 × 400 metrów na igrzyskach olimpijskich w 1964 w Tokio. Sztafeta w składzie:  Graham, Adrian Metcalfe, John Cooper i Robbie Brightwell ustanowiła w finale rekord Europy wynikiem 3:01,6. Na tych samych igrzyskach Graham zajął 6. miejsce w finale biegu na 400 metrów.
Startując w reprezentacji Anglii zdobył brązowy medal w sztafecie 4 × 440 jardów (w składzie: John Adey, Martin Winbolt-Lewis, Peter Warden i Graham) na igrzyskach Imperium Brytyjskiego i Wspólnoty Brytyjskiej w 1966 w Kingston, a w biegu na 440 jardów odpadł w półfinale.
Zajął 7. miejsce w biegu na 400 metrów oraz 5. miejsce w sztafecie 4 × 400 metrów na mistrzostwach Europy w 1966 w Budapeszcie (sztafeta brytyjska biegła w składzie: Adey, John Sherwood, Winbolt-Lewis i Graham). 
Graham był mistrzem Wielkiej Brytanii (AAA) w biegu na 440 jardów w 1967, wicemistrzem w 1966 i brązowym medalistą w 1964. Trzykrotnie był rekordzistą Wielkiej Brytanii w sztafecie 4 × 400 metrów (do wspomnianego wyżej wyniku 3:01,6 osiągniętego 21 października 1964 w Tokio).